# Ivana Vanjak
Ivana Vanjak (Francoforte sul Meno, 30 maggio 1995) è una pallavolista tedesca di origine croata, schiacciatrice dell'Olympiakos.

## Carriera

### Club
La carriera di Ivana Vanjak inizia a livello giovanile nella formazione del Bad Soden, prima di esordire in 1. Bundesliga nella stagione 2012-13 con il Wiesbaden. Per motivi di studio si trasferisce negli Stati Uniti d'America, dove partecipa alla NCAA Division I con la Stanford dal 2013 al 2016, vincendo il titolo nazionale durante il suo ultimo anno; al termine degli impegni con la sua università, nel gennaio 2017 torna a giocare con la formazione di Bad Soden am Taunus in 2. Bundesliga per la seconda parte dell'annata 2016-17.
Nella stagione 2017-18 torna a giocare nella massima divisione tedesca, ingaggiata dal Münster, club al quale resta legata per un triennio, prima di approdare nella Ligue A francese nel campionato 2020-21, dove difende i colori dell'ASPTT Mulhouse, con cui vince lo scudetto e la Coppa di Francia: resta al club transalpino anche nel campionato seguente, aggiudicandosi la Supercoppa francese, dove viene premiata come MVP, prima di trasferirsi nel dicembre 2021 in Turchia per il resto dell'annata, partecipando alla Sultanlar Ligi col Kuzeyboru.
Dopo una annata di inattività per infortunio, nella quale avrebbe dovuto giocare in Cina, per il campionato 2023-24 fa ritorno in patria, ingaggiata dal MTV Stoccarda con il quale vince supercoppa, coppa nazionale e scudetto; al termine dell'annata è di scena in Indonesia, dove disputa la Proliga con il Jakarta Pertamina. Nella stagione successiva si trasferisce all'Olympiakos, nella Volley League greca, dove vince la Supercoppa.

### Nazionale
Figlia di immigrati croati, nel 2012 viene convocata nella nazionale under 19 del Paese balcanico senza tuttavia esordire, mentre l'anno successivo scende in campo con la selezione under 20 in occasione delle qualificazioni al mondiale di categoria. Il suo nome viene inserito anche nelle rose della nazionale maggiore per diversi tornei di qualificazione alle principali competizioni internazionali, ma non risulta mai fra le convocate, esordendo tuttavia nel 2013.
Dal 2018 viene convocata per la prima volta dalla nazionale tedesca in occasione della Volleyball Nations League.

## Palmarès

### Club
- NCAA Division I: 1

2016
- Campionato francese: 1

2020-21
- Campionato tedesco: 1

2023-24
- Coppa di Francia: 1

2020-21
- Coppa di Germania: 1

2023-24
- Supercoppa francese: 1

2021
- Supercoppa tedesca: 1

2023
- Supercoppa greca: 1

2024

### Premi individuali
- 2021 - Supercoppa francese: MVP